# Adetus cylindricus
Adetus cylindricus là một loài bọ cánh cứng trong họ Cerambycidae.